# Sabicea multibracteata
Sabicea multibracteata là một loài thực vật có hoa trong họ Thiến thảo. Loài này được J.B.Hall miêu tả khoa học đầu tiên năm 1980.